# Joanie Spina
Joanie Spina (Boston, 4 agosto 1953 – Houston, 17 agosto 2014) è stata una ballerina, coreografa, illusionista e regista teatrale statunitense.

## Inizio della carriera
Joanie Spina è cresciuta a Woburn, città vicina a Boston nel Massachusetts. Ha iniziato a praticare danza fin da bambina ma ha rinunciato verso gli 11 anni. Successivamente, a 26 anni, mentre lavorava come barista, ha ripreso la danza solo con lo scopo di perdere peso e prendendo lezioni di danza classica e jazz si è resa conto che era portata per il mondo dello spettacolo, cosa che l'ha convinta a prendere anche lezioni di recitazione e canto, sebbene per quest'ultima attività avesse riconosciuto di aver ormai raggiunto un'età non più adatta per iniziare una carriera e ha pensato che potesse diventare almeno un'insegnante. Per due anni ha fatto la ballerina con alcune compagnie locali nell'area di Boston e poi si è trasferita a New York.

## Carriera con David Copperfield
Nel gennaio 1985, mentre era alla ricerca di lavoro, ha trovato un annuncio relativo alla ricerca di una ballerina per uno spettacolo con "una star teatrale e televisiva di fama internazionale". La star si è rivelata essere l'illusionista David Copperfield, e quando Spina si è presentata per il provino Copperfield l'ha assunta. Questa collaborazione è durata 11 anni, fino al 1996, durante i quali Spina ha lavorato però anche come coreografa e co-regista, e per 8 e mezzo dei quali è stata anche la sua assistente principale. Spina è stata coreografa anche per 10 dei 19 speciali televisivi realizzati da Copperfield per la CBS, a cominciare da "The Magic of David Copperfield VIII: Walking Through the Great Wall of China" (14 marzo 1986), nel quale però è stata accreditata come assistente alla coreografa già presente, mentre negli speciali del 1991 e del 1992 è stata accreditata sia come coreografa sia come ballerina, e lo show "Dreams and Nightmares", presentato al teatro di Broadway Martin Beck Theatre per 25 giorni tra il 5 e il 29 dicembre 1996. Due sono le illusioni per la riuscita delle quali Spina ha dato il maggior contributo: "Brazilian Water Levitation", inclusa nello speciale del 1991, e "Flying", inclusa in quello del 1992.

## Carriera da regista
Nel 2000 Spina ha lasciato il team di collaboratori di Copperfield per esibirsi da sola come donna illusionista, presentando spettacoli in varie località che hanno incluso Las Vegas, Atlantic City e le Bahamas. Poi ha ridotto i propri spettacoli per intraprendere una carriera da regista teatrale, creandosi una clientela di illusionisti comprendente Mark Kalin & Jinger, Princess Tenko, Tim Kole (figlio di André Kole), Melinda Saxe, Jeff Hobson, Juliana Chen, The Spencers, Dirk Arthur e Lawrence & Priscilla.
Negli ultimi anni ha vissuto a Las Vegas ma ha anche viaggiato molto per dedicarsi a diversi progetti, e in aggiunta al suo lavoro di regia ha fondato anche "Roxie Video Productions", un'impresa di produzioni video.
Spina ha anche scritto un articolo per la rivista MAGIC Magazine, in cui ha spiegato tecniche utili agli illusionisti per migliorare la coreografia e la messa in scena dei loro spettacoli. Dal gennaio 2011 tali tecniche sono state pubblicate anche come lezioni video disponibili per l'edizione iPad di tale rivista.

## Morte
Nel 2014 Spina si è spostata da Las Vegas a Houston in attesa di un trapianto di polmone e di fegato, visto che soffriva di fibrosi polmonare ed era stata curata per il cancro, ma durante l'attesa è morta in ospedale il 17 agosto, all'età di 61 anni.